# Кемпа-Тольніцька
Кемпа-Тольніцька (пол. Kępa Tolnicka) — село в Польщі, у гміні Решель Кентшинського повіту Вармінсько-Мазурського воєводства.
Населення — 30 осіб (2011).
У 1975-1998 роках село належало до Ольштинського воєводства.

## Демографія
Демографічна структура станом на 31 березня 2011 року:
|          | Загалом | Допрацездатний вік | Працездатний вік | Постпрацездатний вік |
| -------- | ------- | ------------------ | ---------------- | -------------------- |
| Чоловіки | 15      | 6                  | 9                | 0                    |
| Жінки    | 15      | 4                  | 10               | 1                    |
| Разом    | 30      | 10                 | 19               | 1                    |